# SSE公司
SSE公司（SSE plc），舊稱蘇格蘭和南方能源公司（Scottish and Southern Energy plc），是英國的一家能源公司，總部位於蘇格蘭珀斯。SSE公司在倫敦證券交易所上市，是FTSE100指數的成份股之一。SSE在英國和愛爾蘭展開有業務，主要經營天然氣和能源分銷網絡，以及其他能源供給。SSE被認為是英國能源市場六巨頭之一。

## 外部連結
- 官方网站
- SSE Official Twitter Channel（页面存档备份，存于）
- Southern Electric（页面存档备份，存于）
- Swalec（页面存档备份，存于）
- Scottish Hydro（页面存档备份，存于）
- Atlantic Electric and Gas
- Scottish and Southern Energy Power Distribution（页面存档备份，存于）